# Prix Leelavati
Le prix Leelavati est un prix décerné pour une contribution exceptionnelle à la sensibilisation du public pour les mathématiques. Il est nommé d'après le traité de mathématiques du XIIe siècle « Līlāvatī (en) » consacré à l'arithmétique et l'algèbre, écrit par le mathématicien indien Bhāskara II, aussi connu sous le nom de Bhaskara Achārya. Dans le livre, l'auteur a posé, sous la forme de versets, une série de problèmes d'arithmétique (élémentaire) à une dénommée Leelavati (peut-être sa fille) et suivis de conseils pour des solutions. Ce travail semble avoir été la principale source de l'apprentissage de l'arithmétique et de l'algèbre dans l'Inde médiévale. Le travail a également été traduit en persan et a joué un rôle important dans l'Ouest de l'Asie.

## Histoire
Le Prix Leelavati a été remis pour la première fois lors de la cérémonie de clôture du Congrès international des mathématiciens (ICM) de 2010 à Hyderabad, en Inde,. Établi par le Comité exécutif organisateur (COE) de l'ICM avec l'appui du Comité exécutif (CE) de l'Union mathématique internationale (IMU), le Prix Leelavati est un prix international récompensant un remarquable travail de sensibilisation du public pour les mathématiques, décerné une seule fois. Le prix a été si bien reçu lors du congrès et par la presse mathématique que l'IMU CE a décidé de rendre le prix périodique en le décernant tous les quatre ans, et la cérémonie de remise des prix est devenue un élément régulier de toutes les cérémonies de clôture de l'ICM.

## Lauréats
Le prix Leelavati n'est pas destiné à récompenser la recherche en mathématiques, mais plutôt des activités de sensibilisation dans le sens le plus large possible. Il comporte un prix en argent de 1 000 000 Roupies Indiennes avec une citation et il est parrainé par Infosys.
- 2010 Simon Singh, "pour les contributions exceptionnelles d'un individu à la sensibilisation du public aux mathématiques"[4],[5]
- 2014 Adrián Paenza, "pour ses contributions décisives à l'évolution de l'esprit de tout un pays sur la façon dont il perçoit les mathématiques dans la vie quotidienne, et en particulier pour ses livres, ses émissions de télévision, et son don unique d'enthousiasme et de passion pour communiquer la beauté et la joie des mathématiques."[6],[7]
- 2018 Ali Nesin, "pour ses contributions exceptionnelles à la sensibilisation du public aux mathématiques en Turquie, en particulier pour son travail inlassable dans la création du "village mathématique" comme un lieu exceptionnel et paisible pour l'éducation, la recherche et l'exploration des mathématiques pour tous."[8],[9].
- 2022 Nikolai Andreev (en), "pour sa contribution à l'art de l'animation mathématique et de la construction de modèles mathématiques, dans un style qui inspire les jeunes et les moins jeunes, et que les mathématiciens du monde entier peuvent adapter à leurs usages variés - ainsi que pour ses efforts inlassables pour populariser les véritables mathématiques auprès du public par le biais de vidéos, de conférences et d'un livre primé."[10].